# 納別列日涅 (傑米季夫卡區)
50°28′44″N 25°13′7″E / 50.47889°N 25.21861°E
納別列日涅（烏克蘭語：Набережне），是烏克蘭西北部的村莊，隸屬里夫內州的杜布諾區。該村始建於1465年，面積4.54平方公里，海拔高度192米，2015年人口286，人口密度每平方公里71.2人。